# Sture Helander
Axel Sture Lennart Helander, född 25 februari 1918 i Solna församling, Stockholms län, död 8 mars 1994 i Össeby-Garns församling, Stockholms län, var en svensk läkare.
Sture Helander var son till avdelningschefen Simeon Helander och Irma Kolm. Efter studentexamen i Stockholm 1936 följde akademiska studier vid Karolinska institutet, där han blev medicine kandidat 1939, medicine licentiat 1943, medicine doktor 1945 samt docent i medicin 1949 och från 1954 periodvis tillförordnad professor. Han blev efter olika läkarförordnanden biträdande överläkare vid medicinska kliniken vid Karolinska sjukhuset 1954.
Han var ordförande i Sveriges docentförbund 1951–1952. Han författade skrifter i fysiologiska, histofarmakologiska och medicinska ämnen.
Första gången var han gift 1942–1960 med farmacie kandidat Gertrud Welander (1918–2011), omgift Åsberg, dotter till apotekaren Arvid Welander och Märta Myhrberg. De fick barnen Bo 1943, Margareta 1945 och Karin 1951.
Andra gången var han gift 1960–1970 med skådespelaren och regissören Gunnel Lindblom (1931–2021), dotter till Erik Lindblom och Beda Löfgren. De fick barnen Thomas 1960, Jessica 1961 och Jan 1967.